# 13-я эскадрилья лёгких бомбардировщиков (Греция)
13-я эскадрилья лёгких бомбардировщиков (греч. 13 Μοίρα Ελαφρού Βομβαρδισμού - 13 MΕΒ, англ. 13th Light Bomber Squadron) — одна из трёх боевых эскадрилий греческой королевской авиации, базировавшихся на Ближнем Востоке, и действовавших под британским командованием в годы Второй мировой войны.

## Предыстория
После того как греческая армия отразила нападение Италии в 1940—1941 годах, 6 апреля 1941 года на помощь итальянцам пришла нацистская Германия (Греческая операция). Греческая авиация сумела выстоять в воздушных боях против превосходящей её по всем показателям итальянской авиации, но люфтваффе многократно превосходили её в числах и в качественном отношении воздушной техники. Уже к 15 апреля греческая авиация практически перестала существовать. К концу мая силы Оси установили контроль над всей Грецией. Наступила тройная германо-итало-болгарская оккупация Греции.

## Создание эскадрильи
Перед тем как германские войска заняли всю страну, маленькая флотилия из 5 самолётов Avro Anson вылетела в находящийся под британским контролем Египет. Эти самолёты стали ядром 13-й эскадрильи лёгких бомбардировщиков, созданной летом 1941 года на Ближнем Востоке. Эскадрилья стала первым греческим военным соединением, созданным вне Греции с начала оккупации страны.
Её операции, вместе с операциями греческого флота, действовавшего с временной новой базы в Александрии, означали продолжение боевых действий греческих вооружённых сил против армий стран Оси. В последующие месяцы были созданы ещё две греческие эскадрильи на Ближнем Востоке: 335-я и 336-я.

## Операции на Ближнем Востоке
Первым командиром эскадрильи стал Спиридон Дакопулос. Лётный состав эскадрильи состоял в основном из ветеранов 13-й эскадрильи морской авиации и 32-й эскадрильи бомбардировщиков. Первый боевой вылет эскадрильи состоялся 14 июля 1941 года.
В декабре 1941 года эскадрилья получила самолёты Bristol Blenheim Mk IV и базировалась на аэродроме Декейла, недалеко от Александрии.
В последующие месяцы были получены более современные Blenheim Mk V. Задачей эскадрильи в основном было сопровождение морских конвоев в Восточном Средиземноморье.
В 1942 году основной задачей стало противолодочное патрулирование, и во многих случаях самолёты эскадрильи атаковали вражеские подводные лодки.
С начала 1943 года эскадрилья летала на более современных самолётах Martin Baltimore. Кроме противолодочного патрулирования, самолёты эскадрильи выполняли разведывательные полёты и бомбардировку немецких целей на оккупированных островах Эгейского моря и Крита. В ноябре 1942 года эскадрилья произвела масштабную бомбардировку порта Суда, который использовался немцами в качестве своей морской базы.
За всё время своего базирования на Ближнем Востоке, самолёты 13-й эскадрильи совершили в общей сложности 1.600 боевых вылетов и налетали 4.550 часов.

## В Италии
14 мая 1944 года 13-я эскадрилья была перебазирована на юг Италии. Эскадрилья производила боевые вылеты на всей Италией, над Югославией и Албанией, входя в состав Balkan Air Force. В этот период самолёты эскадрильи выполнили 1.400 боевых вылетов, производя бомбардировку мостов, железнодорожных станций и складов горючего.

## Возвращение в Грецию
14 ноября 1944 года, когда практически вся территория Греции была освобождена греческими партизанскими силами, самолёты эскадрильи приземлились в аэропорту Эллинико, Афины. Отсюда эскадрилья производила вылеты против целей на некоторых островах Эгейского моря и Крита, продолжавших находиться под немецкой оккупацией до мая 1945 года. В этих операциях принимали участие и две другие греческие эскадрильи: 335-я и 336-я. 13-я Эскадрилья лёгких бомбардировщиков была расформирована 19 апреля 1946 года и была трансформирована в 355-ю Транспортную эскадрилью, которая базируется на аэродроме города Элевсина.